# Правила
„Правила“ е българска новела от 2016 година по сценарий и режисура на Ясен Генадиев.

## Сюжет
„Правила“ е емоционален прочит на темата за самотата, приятелството и човешките отношения, 20 минути смирение пред живота, загубения му смисъл и неочакваното му преоткриване в чуждата усмивка.

## Актьорски състав
- Стефан Данаилов – Михаил
- Евелин Костова – Евелина
- Мария Статулова – жената
- Дарин Ангелов – Калоян
- Мартин Димитров – момче на пейката
- Цвета Дойчева – момиче на пейката